# Estación de Lordelo
La Estación Ferroviaria de Lordelo, también conocida como Estación de Lordelo, es una plataforma ferroviaria de la Línea de Guimarães, que sirve a Parroquias de Lordelo, en el Distrito de Porto, en Portugal.

## Caracterización

### Localización y accesos
Se encuentra junto a la localidad de Lordelo.

### Descripción física
En enero de 2011, presentaba 2 vías de circulación, con 217 y 215 metros de longitud; las respectivas plataformas tenían ambas 150 metros de extensión, y 90 centímetros de altura.

## Historia

### Inauguración
La estación se encuentra en el tramo entre Trofa y Vizela de la Línea de Guimarães, que fue inaugurado por la Compañía del Camino de Hierro de Guimarães  el 31 de diciembre de 1883.